# Kōhei Ezaki
Kōhei Ezaki (江崎 孝坪, Ezaki Kōhei) (15 juin 1904 – 27 juin 1963) est un directeur artistique et créateur de costumes japonais.
Il a notamment créé les costumes du film Les Sept Samouraïs d'Akira Kurosawa, pour lequel il a obtenu une nomination à l'Oscar de la meilleure création de costumes en 1957. Pour ce film, il a aussi été consultant artistique et a fait des recherches documentaires sur le folklore de l'époque décrite par le film.
Il a aussi travaillé comme superviseur artistique sur les films Le Château de l'araignée et La Forteresse cachée, et comme directeur artistique sur La Rivière Fuefuki.